# Leave Me Alone
"Leave Me Alone" је осми сингл Мајкла Џексона са албума Bad, издат 1989. године. Налази се само на CD верзији албума и никад није издат као сингл у САД. Песма је доживела велики успех у Великој Британији и заузела је 44. место на листи најпродаванијих синглова у Британији 1989. Песма се појављује у једном делу Џексоновог филма Мунвокер. Песма је поново издата 2006. године.
Упркос међународном успеху, песма није извођена ни на једном певачевом концерту.